# Gennaro Bonsanto
Gennaro Bonsanto (San Severo, 24 marzo 1912 – Milano, 23 maggio 1992) è stato un calciatore italiano, di ruolo attaccante.

## Carriera
Cresciuto nell'Ardita Ausonia del quartiere Gorla di Milano e nell'Half 1919 di Milano ha esordito diciottenne in Serie A con la maglia del Milan a Cremona il 18 maggio 1930 nella partita Cremonese-Milan (0-2). Ha giocato anche il 25 maggio in Alessandria-Milan (2-1). Ha poi disputato una stagione al Meda, una a Busto Arsizio con la Pro Patria (Serie B) e alcune stagioni con l'Alfa Romeo di Milano in Serie C.
È stato sepolto al Cimitero Maggiore di Milano; i suoi resti sono in seguito stati tumulati in una celletta.